# Reykjavík Einherjar 2017
Questa voce raccoglie le informazioni riguardanti i Reykjavík Einherjar nella stagione 2017.
Gli Einherjar sono l'unica squadra islandese di football americano, perciò giocano unicamente incontri amichevoli.
Il defensive lineman e linebacker Nikulás Snær Magnússon si è trasferito agli Stockholm Mean Machines.
Nel periodo estivo la squadra ha incontrato i giocatori dei Minnesota Vikings Danielle Hunter, Linval Joseph e Kyle Rudolph.

## Amichevoli
| Kópavogur 11 marzo 2017 | Reykjavík Einherjar | 48 – 14 (0-0 21-8 20-0 7-6) | Starnberg Argonauts | Kórinn |

| Kópavogur 16 settembre 2017, ore 20:00 | Reykjavík Einherjar | 20 – 27 | Ouse Valley Eagles | Kórinn |

| Sa Vileta-Son Rapinya 28 ottobre 2017, ore 17:30 | Mallorca Voltors | 14 – 21 (0-7 0-7 0-7 14-0) | Reykjavík Einherjar | Polideportivo Municipal de Son Moix |

## Statistiche di squadra
| Competizione | %Vittorie | In casa | In casa | In casa | In casa | In casa | In casa | In trasferta | In trasferta | In trasferta | In trasferta | In trasferta | In trasferta | Totale | Totale | Totale | Totale | Totale | Totale |
| Competizione | %Vittorie | G       | V       | N       | P       | Pf      | Ps      | G            | V            | N            | P            | Pf           | Ps           | G      | V      | N      | P      | Pf     | Ps     |
| ------------ | --------- | ------- | ------- | ------- | ------- | ------- | ------- | ------------ | ------------ | ------------ | ------------ | ------------ | ------------ | ------ | ------ | ------ | ------ | ------ | ------ |
| Amichevoli   | .667      | 2       | 1       | 0       | 1       | 68      | 41      | 1            | 1            | 0            | 0            | 21           | 14           | 3      | 2      | 0      | 1      | 89     | 55     |
| Totale       | .667      | 2       | 1       | 0       | 1       | 68      | 41      | 1            | 1            | 0            | 0            | 21           | 14           | 3      | 2      | 0      | 1      | 89     | 55     |